# Dodge 126
La 126 è un'autovettura mid-size prodotta dalla Dodge dal 1926 al 1927. Venne presentata al pubblico nel luglio del 1925 per il model year 1926.

## Storia

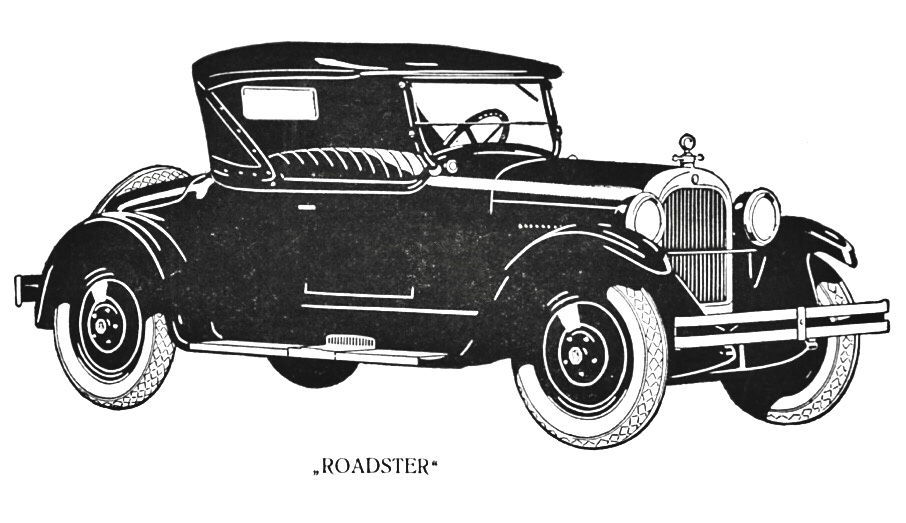
Una Dodge 126 Roadster

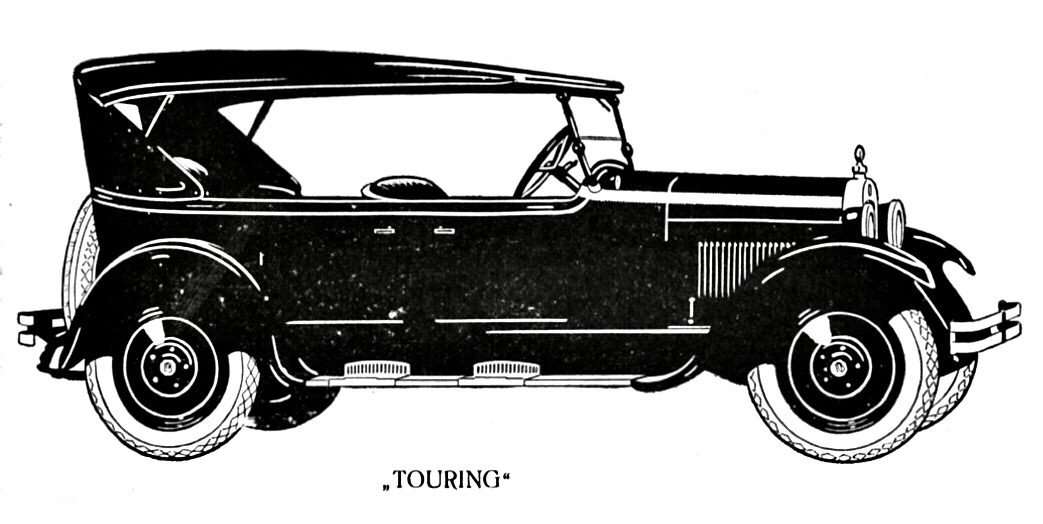
Una Dodge 126 Touring

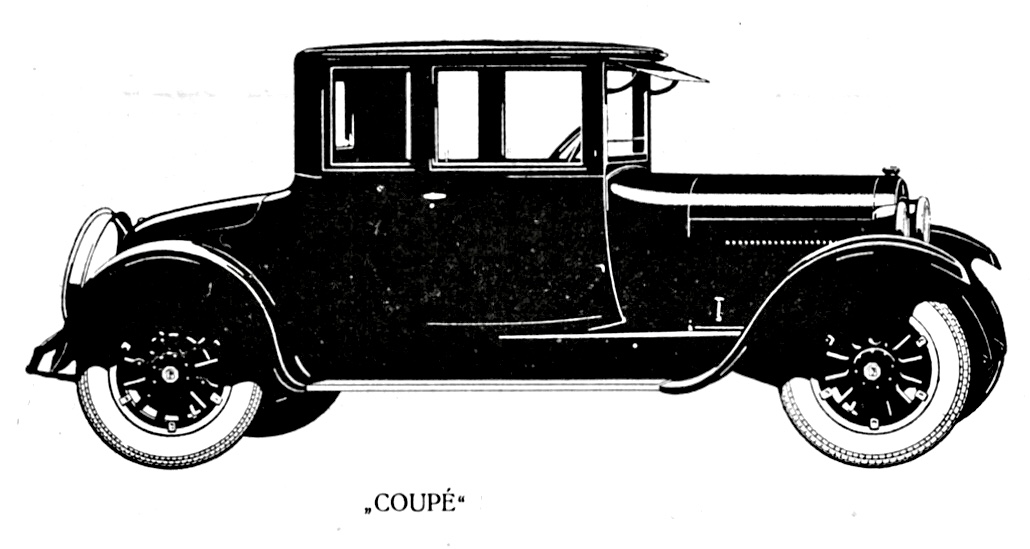
Una Dodge 126 Coupé

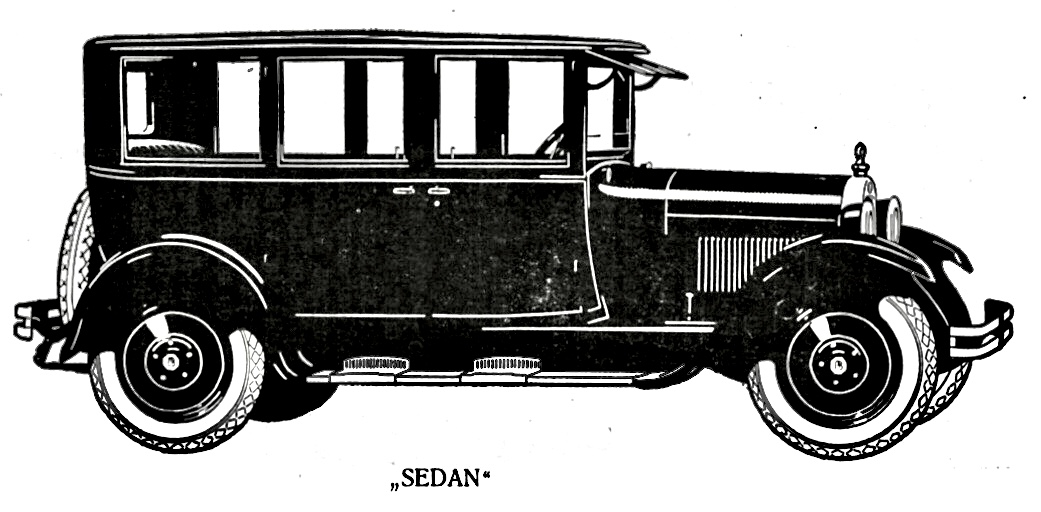
Una Dodge 126 Berlina

Come la Dodge 116, cioè il modello che sostituì, la 126 era dotata di un motore a valvole laterali e quattro cilindri in linea da 3.479 cm³ di cilindrata che erogava 35 CV di potenza. Il propulsore era anteriore, mentre la trazione era posteriore. Il cambio era a tre rapporti mentre la frizione era monodisco a secco. I freni erano meccanici e agivano sulle ruote posteriori.
Al debutto la 126  offerta in versione torpedo quattro porte, roadster due porte, berlina quattro porte, e coupé due porte, landaulet quattro porte, familiare cinque porte e cabriolet due porte. La 126  era disponibile in diversi allestimenti: lo Standard, che era quello base, lo Special, che era quello medio, il Custom, che era quello di livello più elevato, e il Deluxe/Sport, che era quello sportivo.
La Dodge 126 fu sostituita dalla Dodge Fast Four dopo 394.870 esemplari prodotti.